# Benito Más y Prat

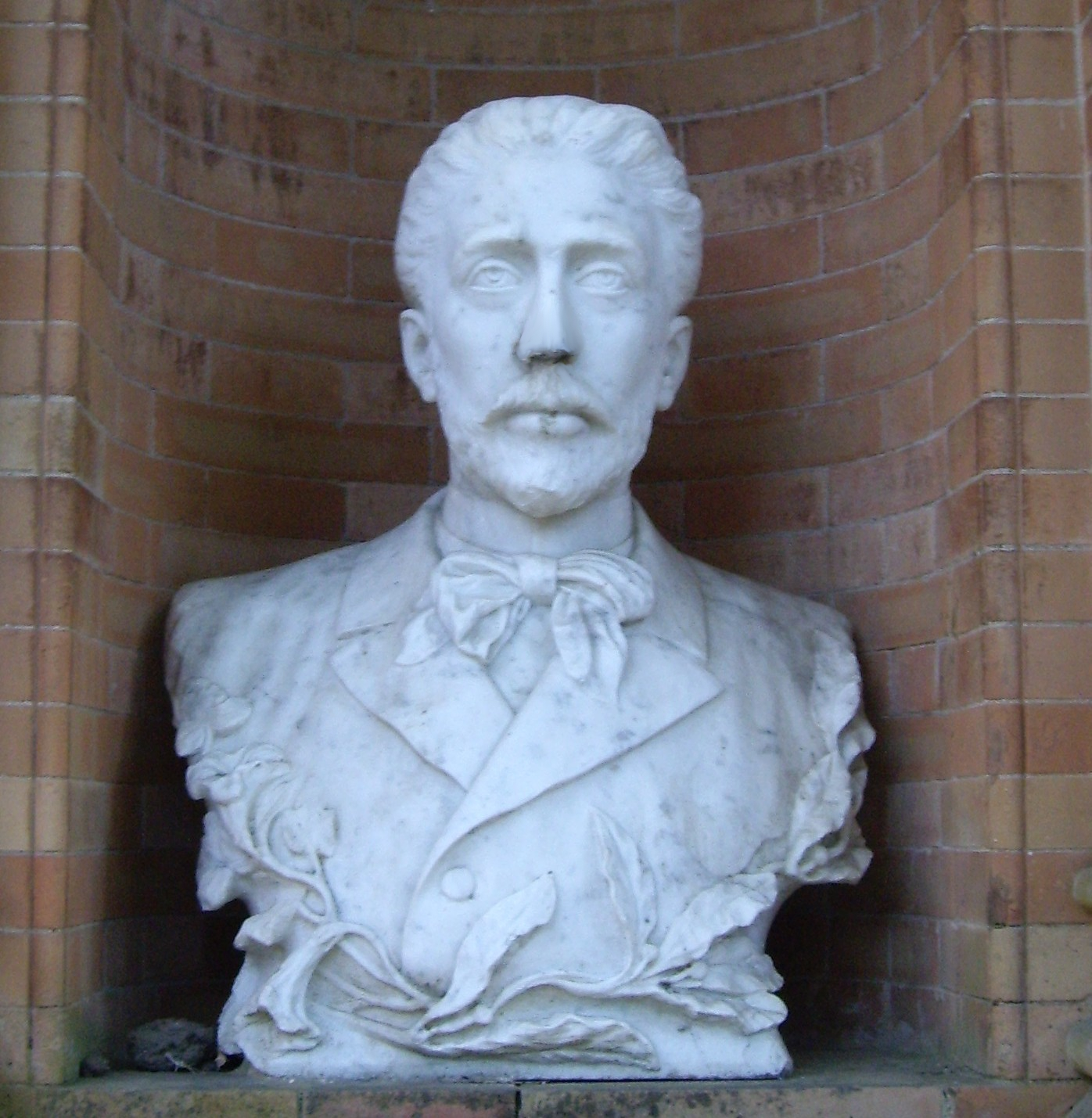
El escritor ecijano Mas y Prat en un busto, obra de Antonio Castillo Lastrucci, en su glorieta en el parque de María Luisa de Sevilla

Benito Mas y Prat (Écija, 7 de octubre de 1846-Sevilla, 21 de octubre de 1892) fue un escritor costumbrista español.

## Biografía
Hijo de unos comerciantes catalanes (y luego padre del novelista José Más), se trasladó a Sevilla para trabajar como dependiente de comercio. Se introdujo en la vida literaria sevillana colaborando en periódicos y solicitó al Ayuntamiento de Sevilla una petición para trabajar temporalmente en el Archivo Municipal. También fue director de El Eco de Andalucía desde 1883 hasta 1890. En este periódico hispalense se publicaron los poemarios Brisas del Genil, Hojas secas y Nocturno, el drama La cruz del hábito, y La tierra de María Santísima, Fantasías, Estudios literarios, Estudios y bocetos y La dama blanca.
También colaboró en otras publicaciones como El Mercantil Sevillano, La Ilustración Española y Americana, La Ilustración Artística, La Ibérica, La Bética y El Liceo Sevillano. En 1890 dejó de escribir por motivos de salud. Falleció en Sevilla en octubre de 1892.
En 1924, se le construyó una glorieta conmemorativa en el Parque de María Luisa, en la que hay un busto de Más y Prat realizado por Antonio Castillo Lastrucci.
En su localidad natal, Écija , una de las principales calles del centro histórico lleva su nombre.